# Derotmema
Derotmema is een geslacht van rechtvleugeligen uit de familie veldsprinkhanen (Acrididae). De wetenschappelijke naam van dit geslacht is voor het eerst geldig gepubliceerd in 1876 door Scudder.

## Soorten
Het geslacht Derotmema omvat de volgende soorten:
- Derotmema delicatulum Scudder, 1900
- Derotmema haydeni Thomas, 1872
- Derotmema laticinctum Scudder, 1900
- Derotmema piute Rehn, 1919
- Derotmema saussureanum Scudder, 1900